# Schwebebahnstation Vohwinkel
| Vohwinkel Schwebebahn | Vohwinkel Schwebebahn    |
| --------------------- | ------------------------ |
|                       |                          |
| Eröffnung:            | 24. Mai 1901             |
| Neubau:               | 2007                     |
| Stadtteil:            | Vohwinkel                |
| Lage:                 | Landstrecke / Endstation |
| Anschrift:            | Vohwinkeler Straße 22    |
| Stationsnummer:       | 01                       |
| Streckenkilometer:    | 0,0                      |
| Stützen:              | 1–3                      |
| Ehemalige Namen:      | Obervohwinkel, Vohwinkel |

Die Schwebebahnstation Vohwinkel – offiziell Vohwinkel Schwebebahn – ist, neben dem Bahnhof Wuppertal-Vohwinkel, ein wichtiger Verkehrsknotenpunkt im Wuppertaler Stadtteil Vohwinkel. Sie ist westlicher Endpunkt der Wuppertaler Schwebebahn und stellt Umsteigemöglichkeiten zwischen dieser und Buslinien in andere Vohwinkeler Ortsteile, nach Düsseldorf, Mettmann, Haan sowie zu einer Oberleitungsbuslinie Richtung Solingen her.

## Geschichte

### Schwebebahn

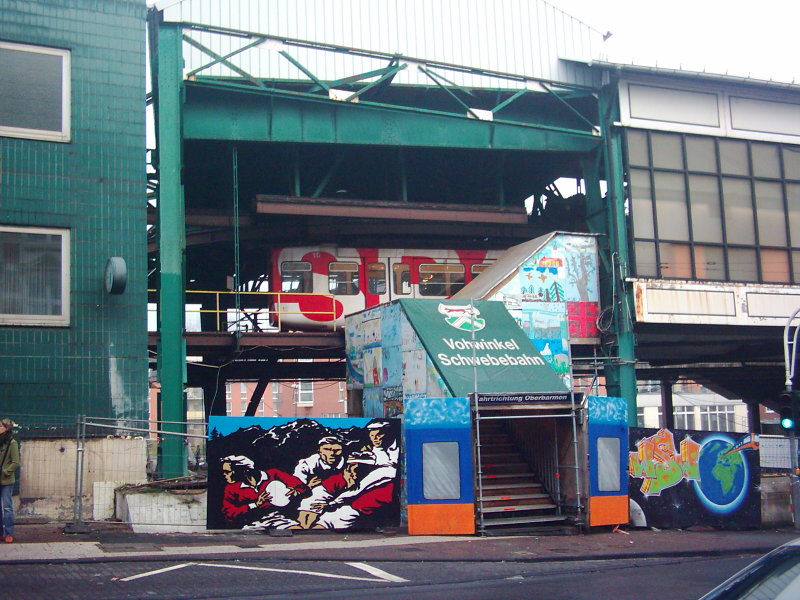
Die alte Schwebebahnstation (rechts) und Schwebebahndepot (links) 2005, vor der Niederlegung 2007

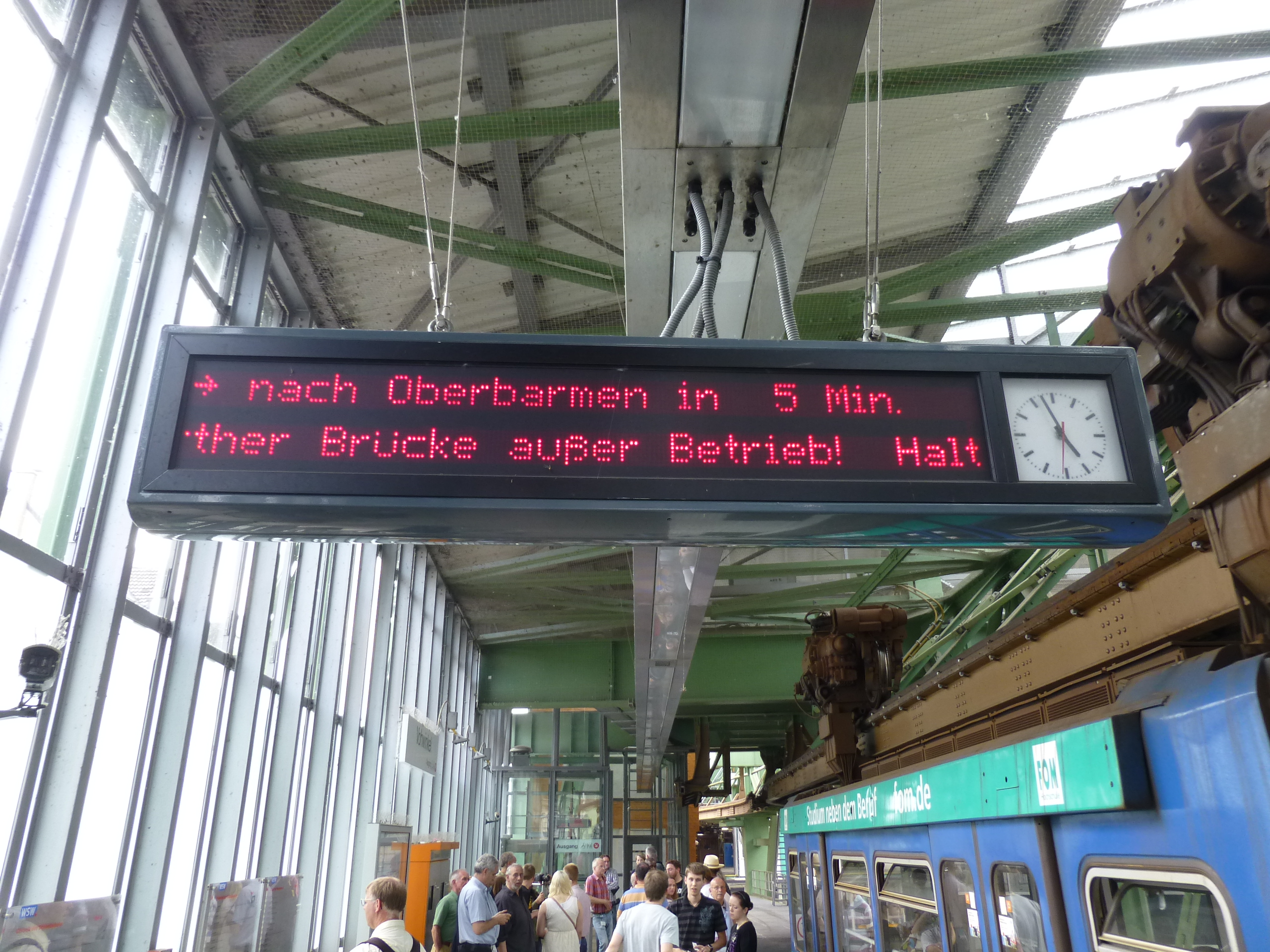
Abfahrtstafel in der Station

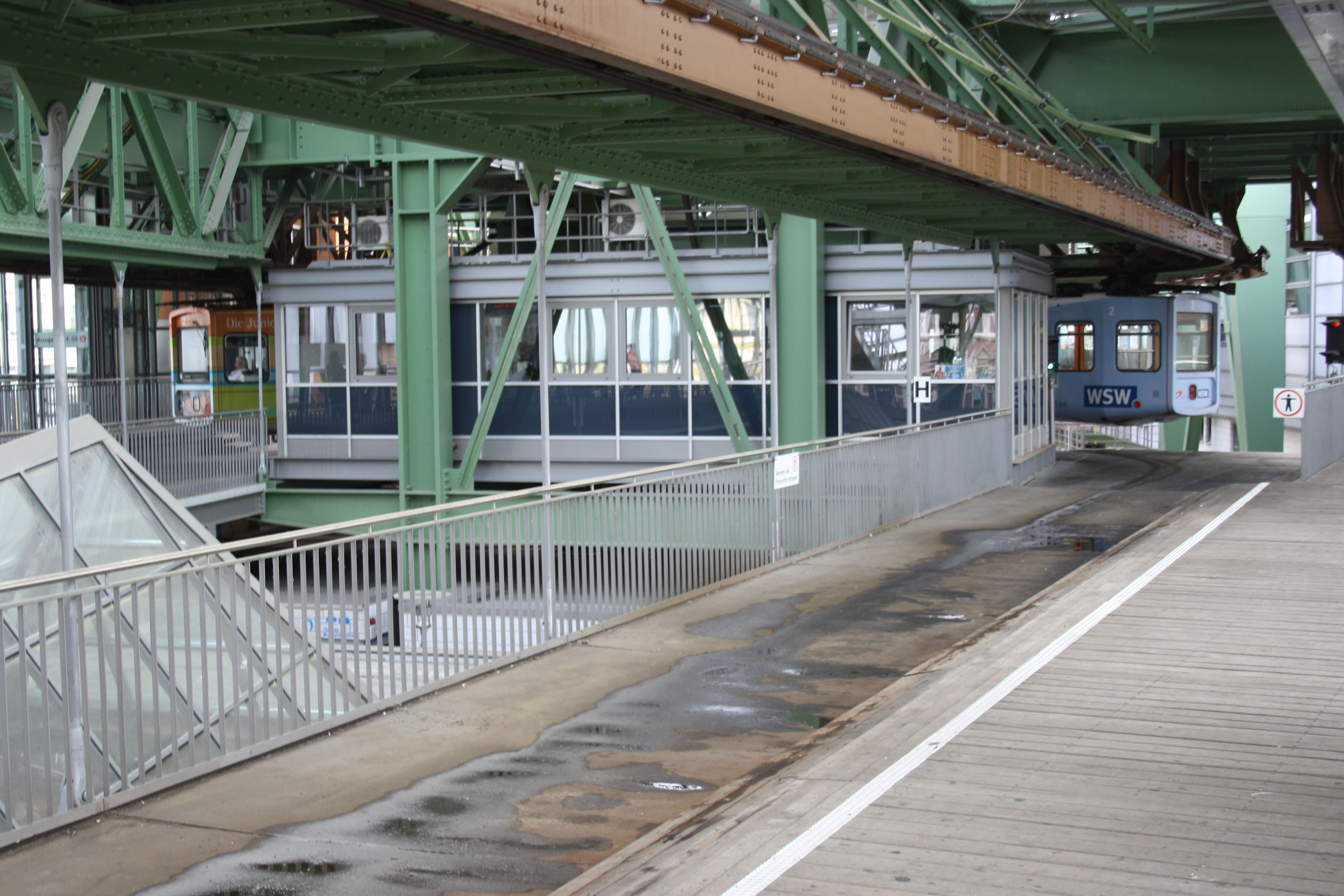
Zug beim Durchfahren der Endschleife

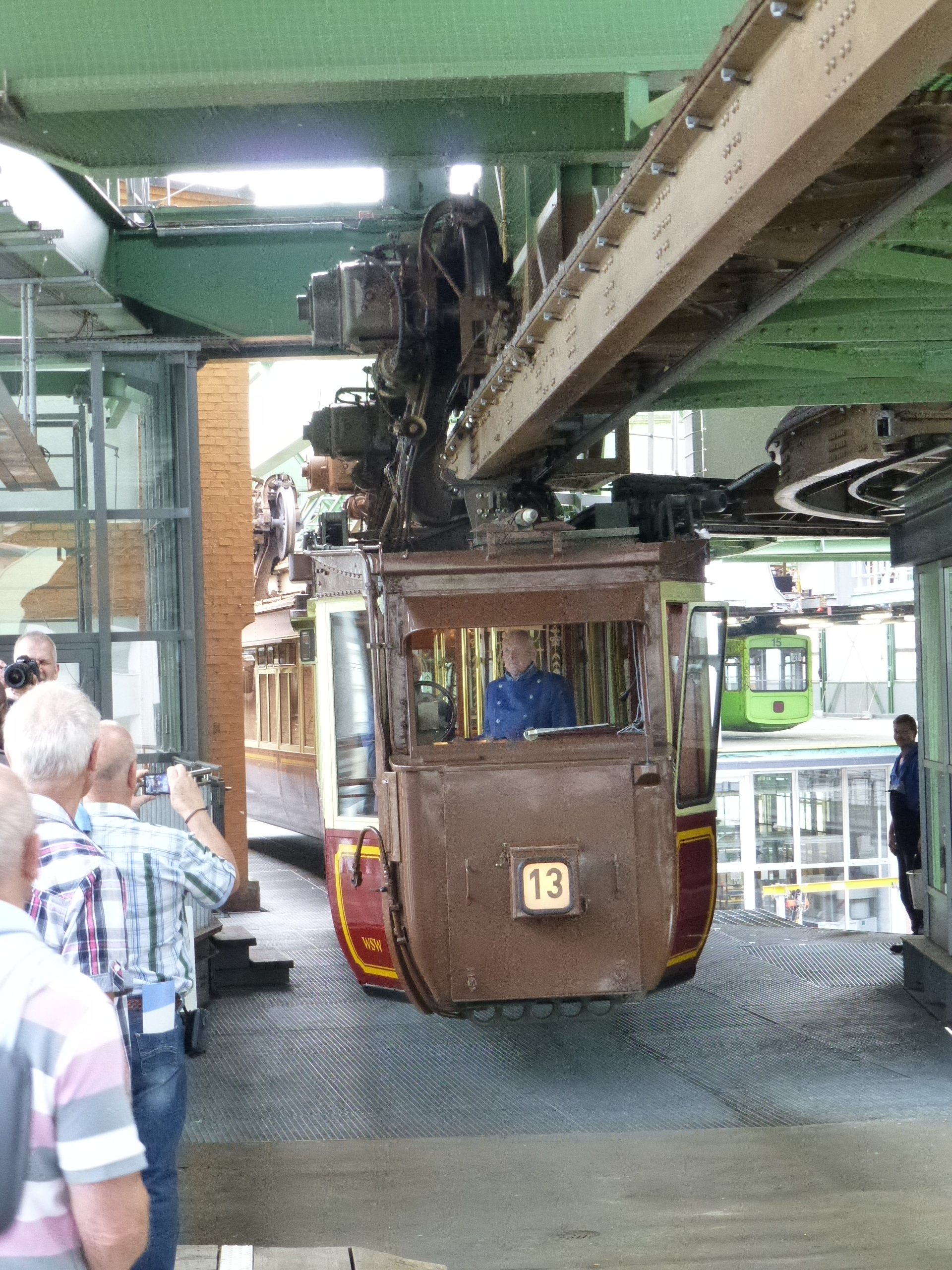
Historischer Kaiserwagen bei der Einfahrt aus dem Depot

Die Schwebebahnstation in Vohwinkel liegt am Ende der sogenannten Landstrecke. Sie wurde als Endpunkt des zweiten Abschnitts der Schwebebahn am 24. Mai 1901 eröffnet und beherbergte von Anfang an das Schwebebahndepot. Die Station lag ursprünglich direkt neben dem Empfangsgebäude des Bahnhofs Vohwinkel, welches jedoch 1908 an den heutigen Standort, einige hundert Meter weiter östlich, verlegt wurde.
Im Zuge der Schwebebahn-Modernisierung zwischen 1999 und 2014 wurde 2007 auch das aus der Ursprungszeit stammende Vohwinkler Stationsgebäude abgerissen und in heutiger Form neu errichtet. Während der Sanierung wurde die Station ohne Halt durchfahren, so dass die Nachbarstation Bruch vorübergehend als Endstation diente. Die Investitionskosten im Bereich Elektrotechnik beliefen sich auf 1,26 Millionen Euro. Zuständig hierfür war das Düsseldorfer Ingenieurbüro Wendt.

### Verknüpfungspunkt

#### Solinger Kreisbahn und Solinger O-Bus
Am 6. bzw. 8. Februar 1896 wurde ein Vertrag über den Bau einer Straßenbahnstrecke Solingen–Gräfrath–Vohwinkel zwischen der UEG und den Städten Solingen, Gräfrath und Vohwinkel geschlossen, am 19. November 1898 wurde der Streckenabschnitt Solingen, Central–Gräfrath–Vohwinkel eröffnet. Die am 13. Februar 1900 gegründete Gesellschaft Solinger Kreisbahn AG übernahm ab dem 1. Januar 1902 die Bahnstrecken, die Strecke nach Vohwinkel wurde von der Linie V im 15- bis 30-Minuten-Takt bedient. Im Jahre 1908 wurde die Umsetzendhaltestelle in Vohwinkel durch die Benutzung eines Gleises der Bergischen Kleinbahn und dem Bau einiger Gleisverbindungen durch eine Schleife ersetzt. 1910 wurde die Linie V in „3“ umbenannt. Nachdem sämtliche Strecken der Solinger Kreisbahn – bis auf den Abschnitt in Vohwinkel – nach einer großen Eingemeindung zur Stadt Solingen gehörten, wurden die Solinger Kreisbahn und die Solinger Straßenbahn 1929 zusammengeführt und die Linie 3 bis Höhscheid verlängert. 1937 wurde die Linie 3 bis Burg erweitert. Infolge eines schweren Unfalls auf einer Steilstrecke wurde die Umstellung der Solinger Straßenbahn auf O-Busbetrieb diskutiert und umgesetzt. Als letzte Straßenbahnlinie wurde die 3 in drei Phasen zwischen dem 1. Oktober 1958 und dem 1. Dezember 1959 auf Oberleitungsbusbetrieb umgestellt. Als im Jahr 1980 der VRR-Tarif eingeführt wurde, wurde die Liniennummer in „683“ abgeändert.
Als die Schwebebahnstation und das -gerüst abmontiert und neu gebaut wurden, fuhr die Linie mit Dieselbussen.
Am 4. August 2014 wurde die O-Bus-Linie 683 über den Lienhardplatz bis zum Bahnhof Wuppertal-Vohwinkel verlängert und benutzt in diesem Abschnitt den Diesel-Hilfsantrieb, da die Unterführung unter den Eisenbahngleisen wegen zu geringer Höhe keine Oberleitungen zuließ. Dabei wurde die Einbahnfahrleitung in der Rubensstraße auf die andere Straßenseite umgelegt, sodass die O-Busse die Rubensstraße nun in beiden Richtungen benutzen und an der Haltestelle Vohwinkel Schwebebahn wieder eingedrahtet werden. Aus Richtung Solingen drahten die Fahrzeuge an der Haltestelle Rubensstraße aus. Die ehemalige Schleifenfahrt existiert zwar noch, kann jedoch nicht mehr befahren werden.

#### Benrather Straßenbahnnetz
Am 10. Juli 1899 wurde die Straßenbahnstrecke der Bergischen Kleinbahn von Haan bis Vohwinkel eröffnet. Das ganze Benrather Netz wurde am 1. Oktober 1911 von der Stadt Düsseldorf übernommen und an die Rheinbahn verpachtet. Die Strecke wurde von der Linie V Benrath – Hilden – Haan – Oberhaan – Vohwinkel bedient. Am 8. Mai 1961 wurde die Linie V von Benrath nach Vohwinkel eingestellt und durch Omnibusse ersetzt. Heute bedient die Buslinie 784 diese Relation.

#### Kreis Mettmanner Straßenbahn
Die Kreis Mettmanner Straßenbahn eröffnete am 19. Juli 1909 Straßenbahnstrecken von Vohwinkel über Dornap nach Mettmann und Wülfrath. Diese Strecken wurden im Jahre 1937 von der Rheinbahn übernommen. Heute bedient die Buslinie 745 die Relation Vohwinkel–Dornap–Mettmann.

## Anbindung
Neben der Schwebebahn und dem O-Bus halten einige Stadtteilbuslinien und Buslinien der Rheinbahn an der Station. Dabei werden die Haltestellen in sechs Haltepositionen eingeteilt. Die Nummern 1 und 2 stehen für die Schwebebahnbahnsteige, die Haltepositionen 3 und 4 befinden sich in der Vohwinkeler Straße, während die Haltestellen 5 und 6 in der Rubensstraße stehen.
| Linie  | Verlauf | Takt                   |     | Betreiber           |
| ------ | --- | ---------------------- | --- | ------------------- |
| 60     | Vohwinkel Schwebebahn – Bruch – Hammerstein – Sonnborner Straße – Zoo/Stadion – Varresbecker Straße – Westende – Pestalozzistraße – Robert-Daum-Platz – Ohligsmühle/Stadthalle – Hauptbahnhof – Kluse – Landgericht – Völklinger Straße – Loher Brücke – Adlerbrücke – Alter Markt – Werther Brücke – Wupperfeld – Oberbarmen Bf                                                                                 | 3–5 min                | 2   | WSW mobil           |
| 600    | Vohwinkel Schwebebahn – Zoo/Stadion – Westende – Ohligsmühle (HBF) | zweimal in der Nacht   | 3   | WSW mobil           |
| 609    | Simonshöfchen/Derken – Vohwinkel Schwebebahn – Vohwinkel Bf – Tesche | unregelmäßig           | 3/4 | WSW mobil           |
| 621    | Dasnöckel Mitte – Vohwinkel Schwebebahn – Vohwinkel Bf – Tesche – Wieden, Schleife (– Wülfrath-Aprath Bf) | 15 bis 30 min          | 3/4 | WSW mobil           |
| 641    | Haan-Gruiten Bf – Gruiten, Kirche – Vohwinkel Schwebebahn – Vohwinkel Bf – Tesche – Wieden, Schleife – Wülfrath Stadtmitte | 30 bis 60 min          | 3/4 | WSW mobil           |
| 683    | Oberleitungsbus Solingen Wuppertal-Vohwinkel Bahnhof – Vohwinkel Schwebebahn – Gräfrath – Central – Rathaus – Graf-Wilhelm-Platz – Solingen-Mitte Bf – Krahenhöhe – Burg, Seilbahn – Solingen, Burger Bahnhof | 10 min                 | 5/6 | Stadtwerke Solingen |
| 745    | Linienast 1: Mettmann, Rudolf-Diesel-Straße1 – Stübbenhaus – Mettmann-Zentrum 2 – Linienast 2: Mettmann, Jubiläumsplatz 3 → Mettmann Zentrum – Hauptlinienast: Bahnstraße – Mettmann Stadtwald 4 – Gewerbegebiet Ost, Böllenhöhe – Wuppertal-Hahnenfurth – Dornap Postamt – Wieden Schleife – Tesche – Wuppertal-Vohwinkel Bf. – Vohwinkel Schwebebahn 5 \|\| stündlich \|\| align="center" \| 3 \|\| Rheinbahn  |                        |     |                     |
| 784    | D-Benrath – Benrath, Betriebshof – Hilden-West, Horster Allee – Hilden – Hilden-Mitte, Fritz Gressard-Platz – Am Rathaus – Gabelung – Hilden, Krankenhaus – Hilden, Waldschenke – Haan, Am Schlagbaum – Haan Bf – Haan Markt – Nordstraße – Rheinische Straße – Gräfrather Straße – Wuppertal, Siedlung Bremkamp – Vohwinkel, Schwebebahn – W-Vohwinkel Bf \|\| 20 min \|\| align="center" \| 3/4 \|\| Rheinbahn |                        |     |                     |
| AST 45 | Anrufsammeltaxi: Schöller | 30 min                 | 3   | WSW mobil           |
| AST 84 | Anrufsammeltaxi: Kinderbusch | stündlich              | 4   | WSW mobil           |
| NE 23  | Wuppertal-Vohwinkel Bahnhof – Vohwinkel Schwebebahn – Gräfrath – Central – Rathausplatz – Graf-Wilhelm-Platz – Solingen-Mitte Bf – Krahenhöhe | stündlich in der Nacht | 5/6 | Stadtwerke Solingen |

## Schwebebahndepot
Die Station liegt am westlichen Ende der Strecke, sie ist mit einer Wendeschleife und Weichen ausgestattet. Die Weichen erlauben die An- und Abfahrt zu bzw. von den westlich der Station gelegenen Betriebsanlagen. Deren Wagenhalle ist 74 Meter lang und bietet für 27 Gelenkzüge und den historischen „Kaiserwagen“ Platz, die von insgesamt 60 Mitarbeitern gewartet werden.
Neben den Abstellflächen beherbergt sie auch die Werkstätte der Schwebebahn. Die Anlagen sind dreigeschossig ausgeführt: Während sich in der mittleren Ebene die Abstellanlagen mit zwei weiteren Schleifen befinden, werden die Fahrzeuge alle acht Jahre oder 500.000 Kilometer zur Hauptuntersuchung nach unten gelassen. Im oberen Geschoss werden kleine Reparaturen durchgeführt. Zusätzlich können Mitarbeiter die Fahrgestelle von einer oberhalb der Abstellanlagen gelegenen Zwischenebene begutachten, wenn die Wagen dort stehen.

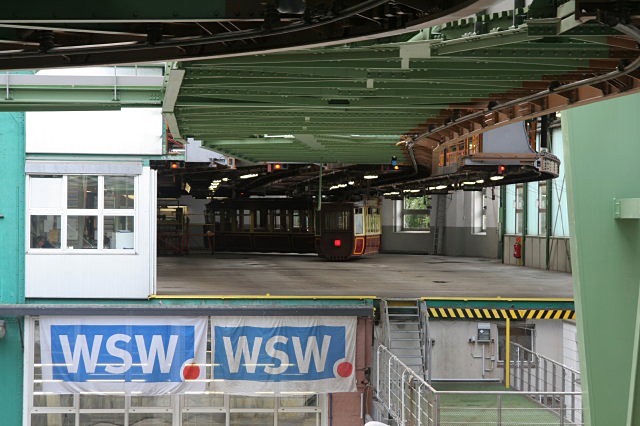
Kaiserwagen in einer der beiden Schleifen im Depot
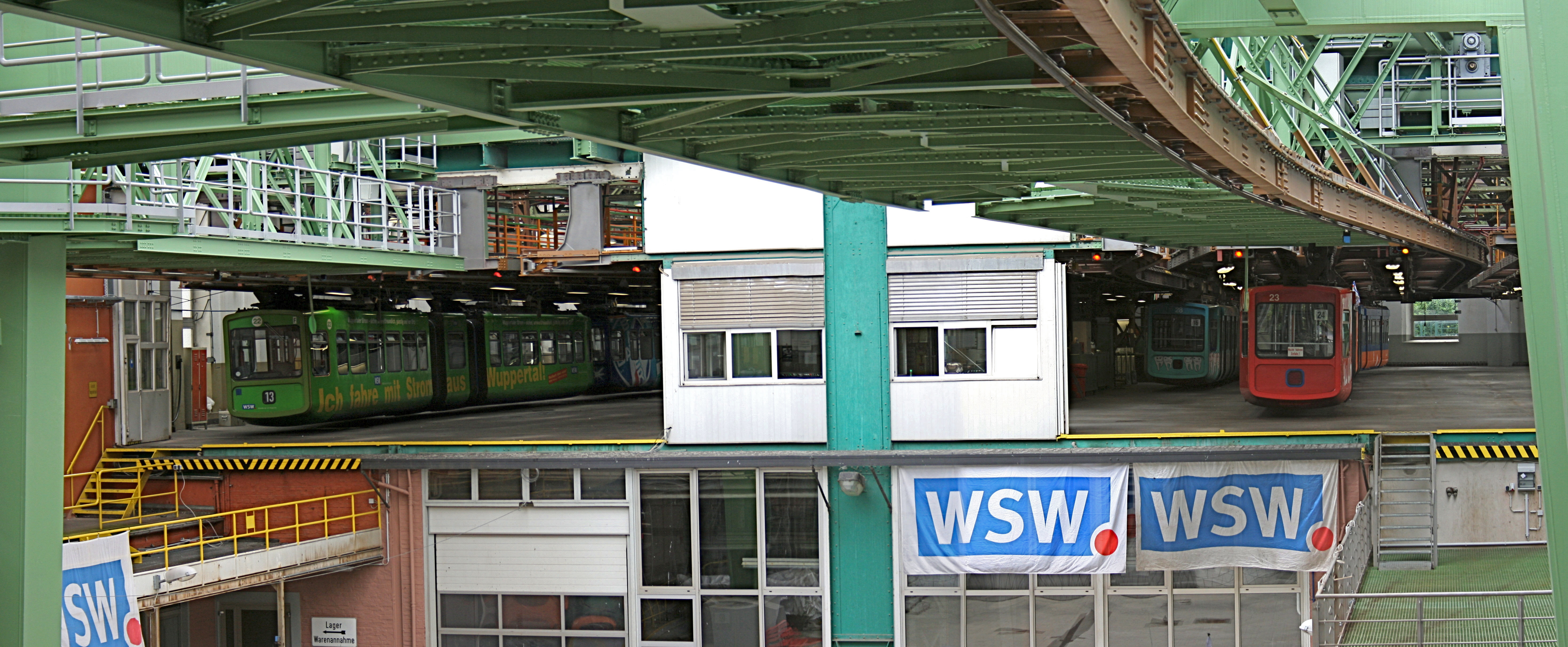
Abstellanlage in der mittleren Ebene des Depots
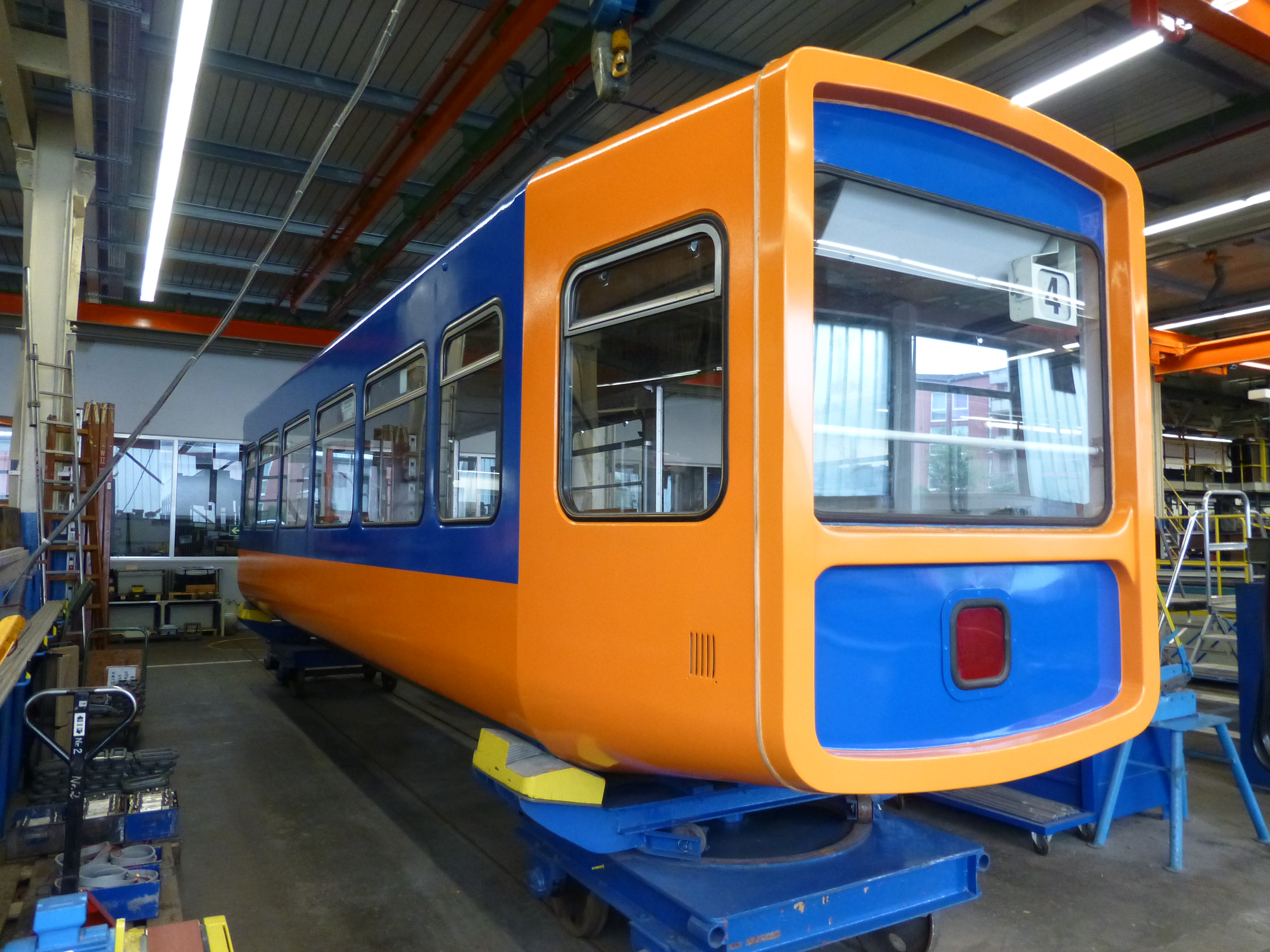
Wagen auf Hilfsfahrgestellen in der Hauptwerkstätte
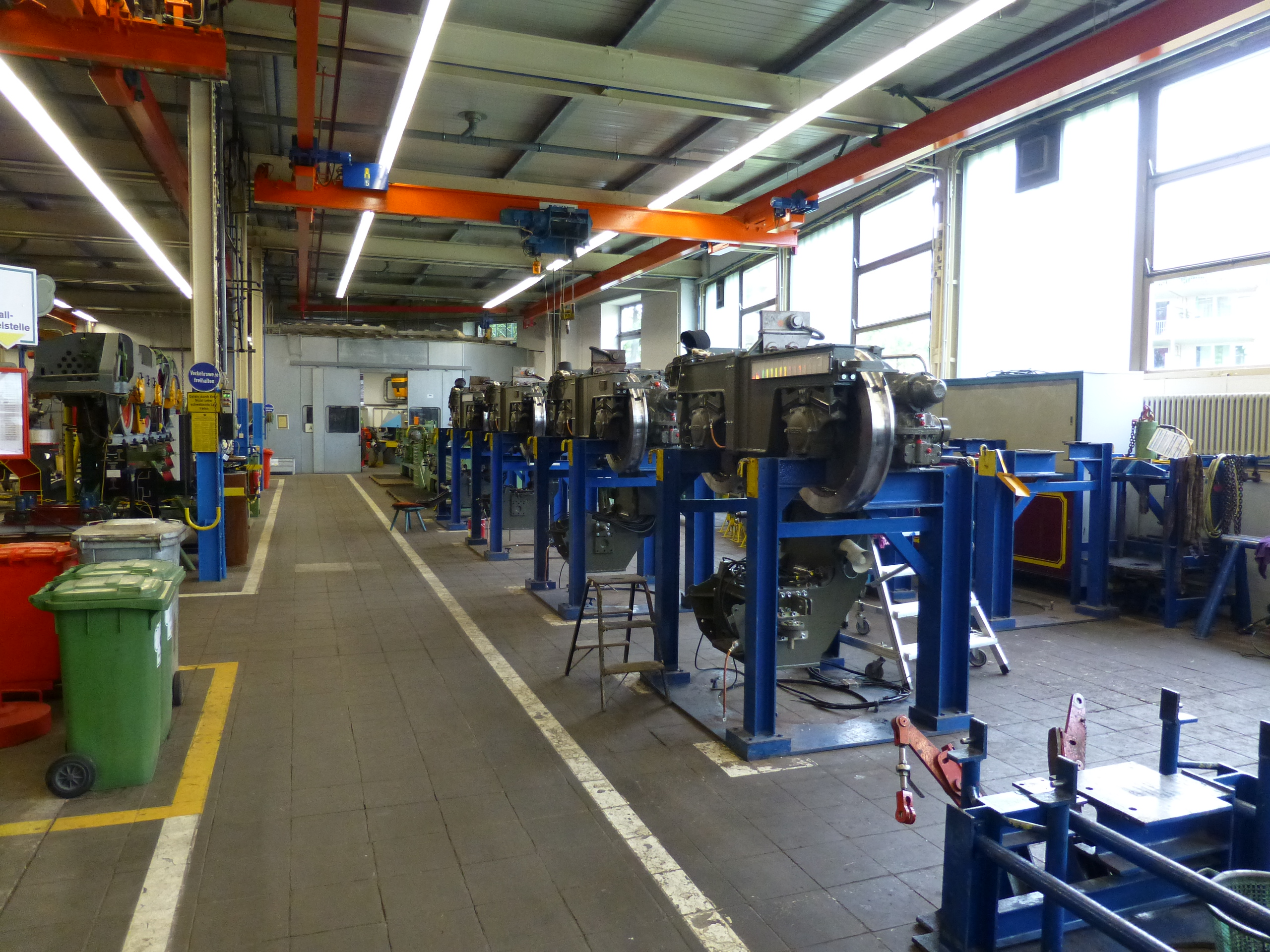
Antriebseinheiten
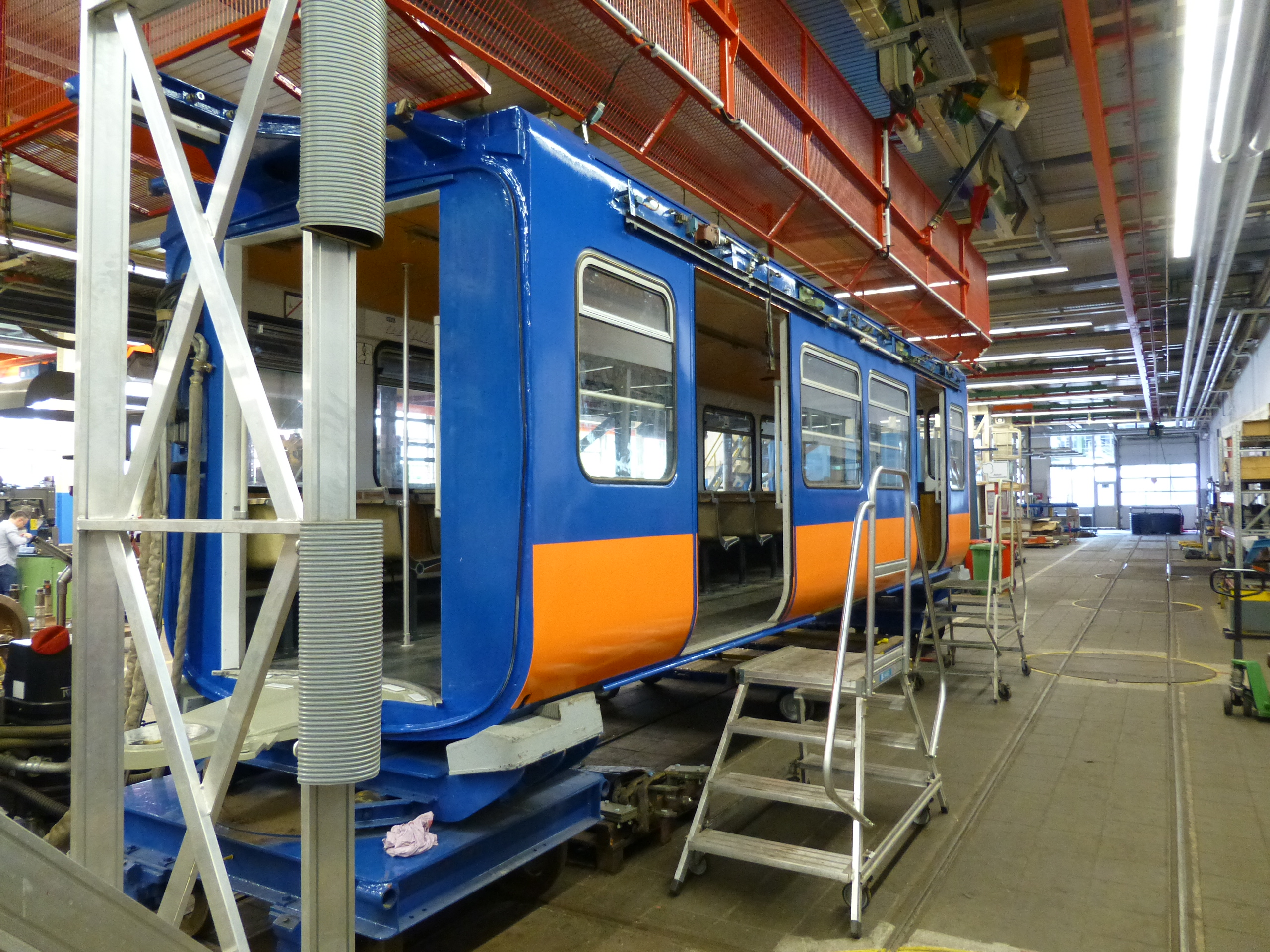
Fahrzeug in der Hauptwerkstätte in der unteren Ebene